# Suzuki SV 650
Die Suzuki SV 650 ist ein Motorrad des japanischen Herstellers Suzuki.
Die SV 650 wurde zwischen 1999 und 2010 in zwei Modellgenerationen produziert. Nachdem sie zunächst von der Gladius abgelöst wurde, erschien 2016 eine überarbeitete Neuauflage.
Die erste Modellversion sah der etwas weniger erfolgreichen TL1000 sehr ähnlich. Der V2-Motor war dem der TL konzeptionell ähnlich, verfügte jedoch über weniger Hubraum und galt als deutlich ausgereifter. Er kommt bis heute mit geringfügigen Veränderungen in anderen Maschinen zum Einsatz, wie etwa der DL 650 V-Strom, der Gladius oder in Fremdfabrikaten wie der Cagiva Raptor 650.

## Modellentwicklung

### Modellreihe 1999 bis 2002 (AV / „Knubbel“)

Sporttourer SV 650 S „Knubbel“

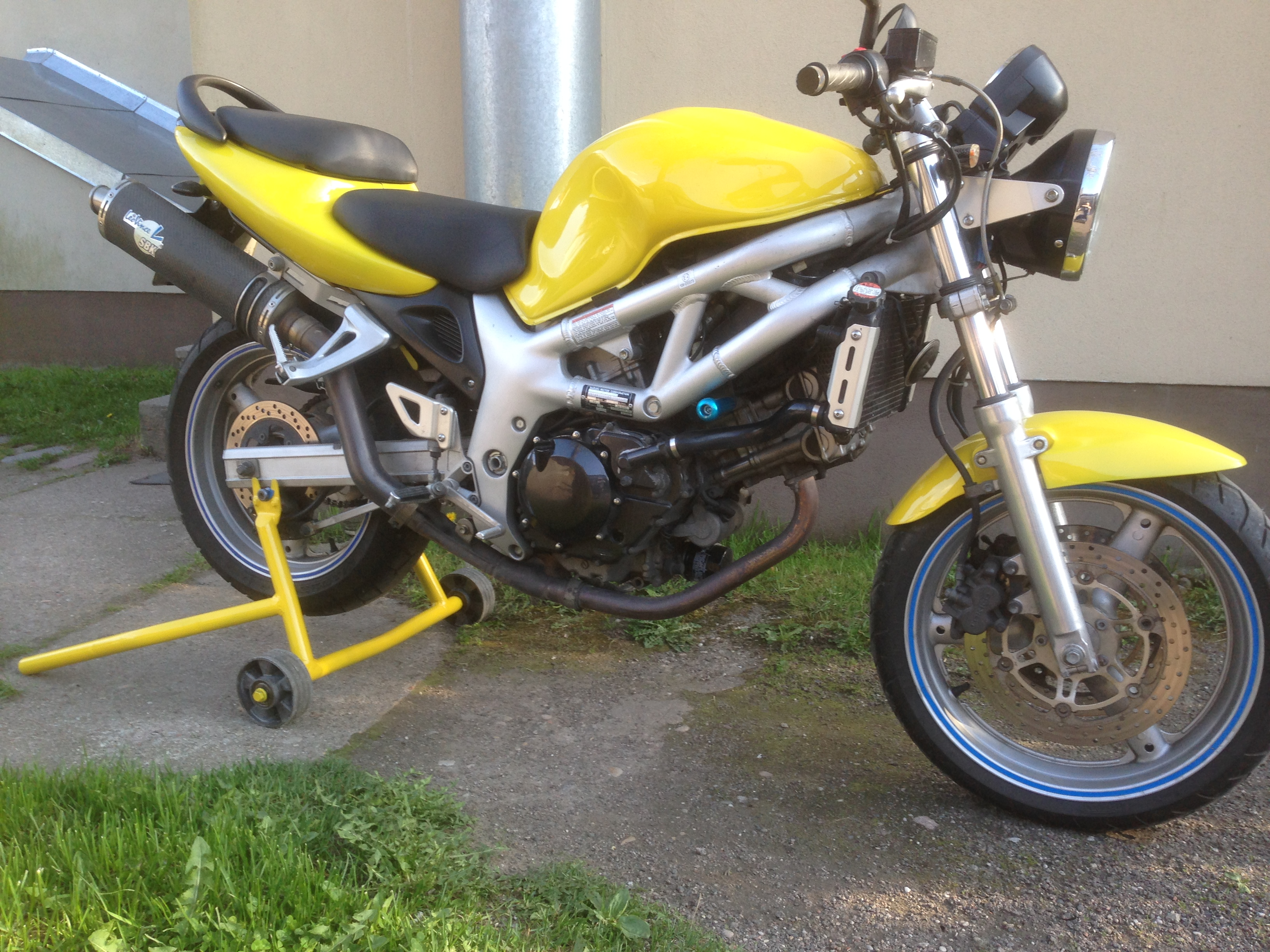
Naked Bike SV 650 „Knubbel“ mit charakteristischem Rundscheinwerfer

Zur Markteinführung war die SV in zwei Versionen erhältlich: als Naked Bike mit der Typenbezeichnung SV 650 sowie als Sporttourer SV 650 S. Die SV 650 S kann durch eine entsprechende Vollverkleidung optisch zu einem Sportler verändert werden, jedoch werden Leistung und Fahrwerk dieser Kategorie kaum gerecht. Durch diesen Kompromiss aus Fahrkomfort und Sportlichkeit, wird die SV 650 (S) häufig als Allrounder bezeichnet.
Aufgrund der rundlichen Verkleidungsteile und des Rahmens wird die erste Baureihe in Fankreisen „Knubbel“ genannt, im Gegensatz zur „Kante“ für SVs ab Modelljahr 2003. Intern trug sie das Kürzel „AV“.

### Modellreihe 2003 bis 2008 (WVBY / „Kante“)

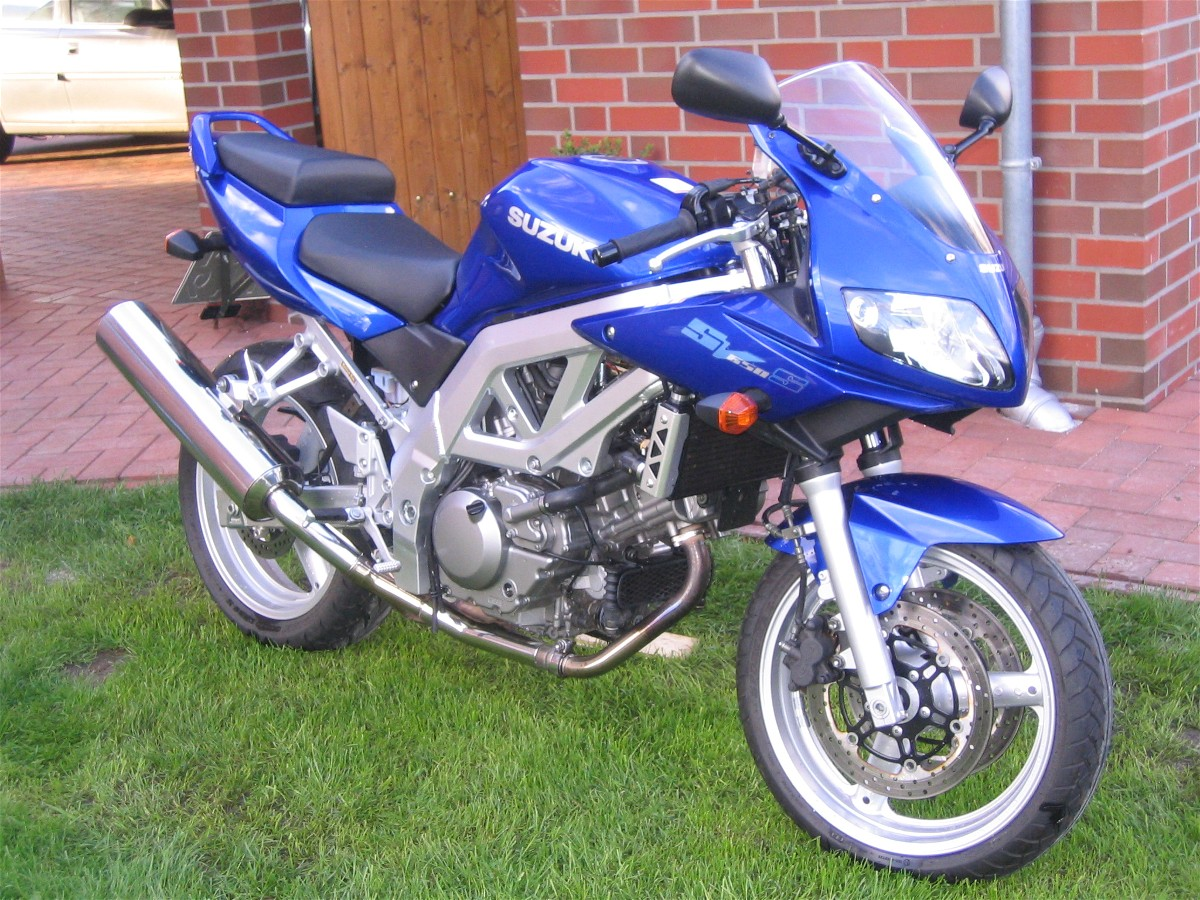
Sporttourer SV 650 S „Kante“

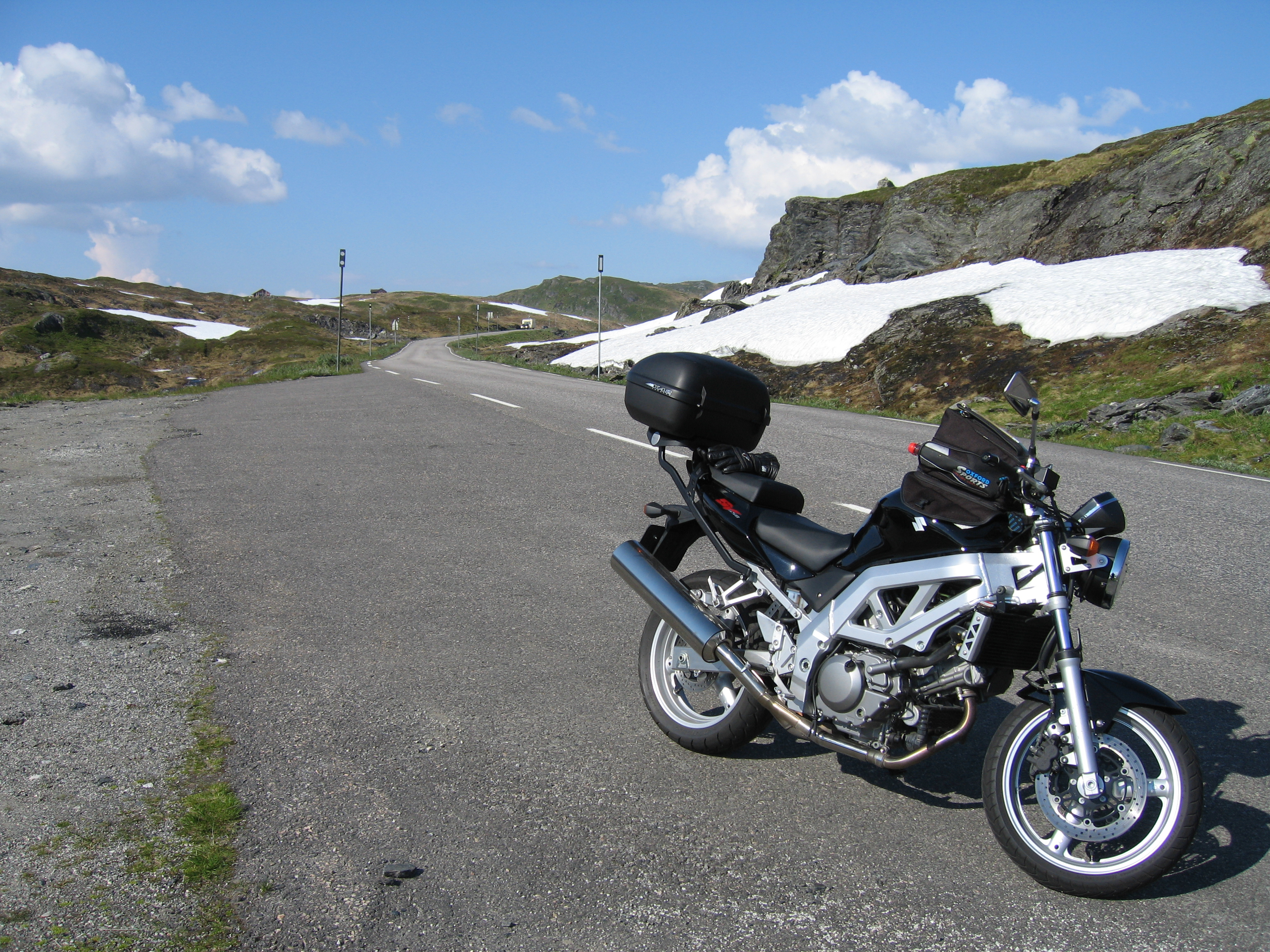
Naked Bike SV 650 „Kante“ mit nachgerüstetem Gepäckträger und Tankrucksack

Im Jahre 2003 fand eine umfassende Modellpflege statt. Neben dem nun deutlich kantigeren Erscheinungsbild wurde die Gemischaufbereitung auf eine Einspritzanlage umgestellt, sowie eine Abgasreinigung mittels ungeregeltem Katalysator integriert. Die Leistungsdaten des Motors blieben dabei weitgehend erhalten.
Die optisch fast identische, aber mit mehr Hubraum versehene SV 1000 wurde zeitgleich mit der Überarbeitung der SV 650 in die Modellpalette aufgenommen.
Es blieb im Rahmen der Modellpflege bei einer unverkleideten Variante und dem Sporttourer „S“. Erst ab Modelljahrgang 2007 verfügte die SV serienmäßig über ein Antiblockiersystem und führte damit die Modellbezeichnungen SV 650 A und SV 650 SA ein. Das ABS-Diagnosesystem ist hierbei komplett entkoppelt vom bestehenden Diagnosesystem. Fehler im ABS lassen sich nicht über das bestehende Diagnosesystem auslesen, sondern nur über einen Blinkcode der ABS-Kontrollleuchte oder einem separaten SDS-Stecker. Zudem wurde eine geregelte Abgasreinigung ergänzt, um die Euro-3-Norm zu erreichen.
Mit Jahrgang 2009 wurde die „nackte“ SV 650 offiziell von der Gladius abgelöst, jedoch technisch unverändert noch bis 2010 produziert. Der Sporttourer SV 650 S blieb zunächst jedoch im Programm und war 2009 erstmals ab Werk mit Vollverkleidung verfügbar.
Im Jahr 2010 wurde in Großbritannien eine weitere Iteration der SV 650 S vertrieben, ebenfalls mit optionaler Vollverkleidung. In Deutschland wurden hingegen nur noch Restbestände der vorherigen Modelljahre abverkauft.

### Modellreihe ab 2016 (WCX0 / „Nova“)

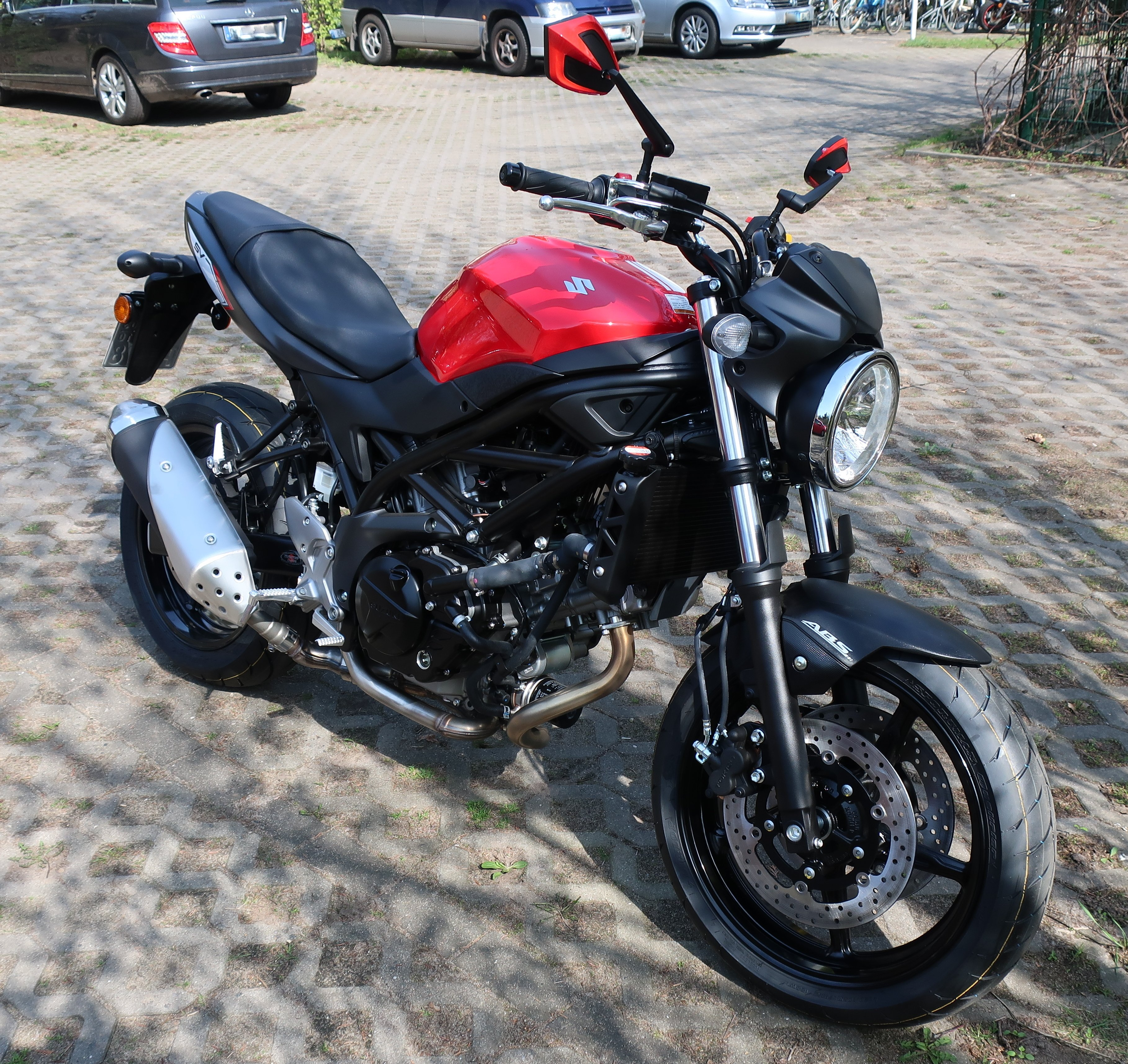
SV 650 A

Zum Modelljahr 2016 erschien unter der Bezeichnung SV 650 A eine überarbeitete Version, welche die Gladius im Suzuki-Programm ersetzte. Im Gegensatz zur Gladius orientiert sie sich optisch wieder stärker am Ursprungsmodell, bietet aber etwas mehr Leistung. Neu ist auch eine elektronische Leerlaufregelung, welche die Motordrehzahl beim Anfahren und bei niedriger Fahrgeschwindigkeit erhöht und dem Fahrer hierdurch weniger Feingefühl beim Zusammenspiel von Gas und Kupplung abverlangt.
Zusätzlich erschien von 2018 bis 2019 unter der Bezeichnung SV 650 X eine weitere Variante, die sich optisch an klassischen Scramblern oder Cafe Racern orientiert. Dies zeigt sich in Details wie einer gesteppten Sitzbank und einem kleinen Windschild über dem Rundscheinwerfer. Sie bedient damit dasselbe Marktsegment wie etwa die Triumph Scrambler (Reihenzweizylinder) oder Ducati Scrambler 800 (ebenfalls V2).
Die neue Modellreihe bietet bis dato keine verkleidete Varianten, also keine „S“-Variante.

## Technische Daten
| Modelljahr             | 1999–2002                                                                                | ≥2003                                                                                    | 2016–2017                                                                            | 2018                                                                                 | 2019–2020                                                                            | ≥2021                                                                                |
| ---------------------- | ---------------------------------------------------------------------------------------- | ---------------------------------------------------------------------------------------- | ------------------------------------------------------------------------------------ | ------------------------------------------------------------------------------------ | ------------------------------------------------------------------------------------ | ------------------------------------------------------------------------------------ |
| Motor                  | Flüssigkeitsgekühlter Zweizylinder-Viertakt-90°-V-Motor                                  | Flüssigkeitsgekühlter Zweizylinder-Viertakt-90°-V-Motor                                  | Flüssigkeitsgekühlter Zweizylinder-Viertakt-90°-V-Motor                              | Flüssigkeitsgekühlter Zweizylinder-Viertakt-90°-V-Motor                              | Flüssigkeitsgekühlter Zweizylinder-Viertakt-90°-V-Motor                              | Flüssigkeitsgekühlter Zweizylinder-Viertakt-90°-V-Motor                              |
| Abgasnorm              | –                                                                                        | –                                                                                        | Euro 4                                                                               | Euro 4                                                                               | Euro 4                                                                               | Euro 5                                                                               |
| Bohrung × Hub          | 81 × 62,6 mm                                                                             | 81 × 62,6 mm                                                                             | 81 × 62,6 mm                                                                         | 81 × 62,6 mm                                                                         | 81 × 62,6 mm                                                                         | 81 × 62,6 mm                                                                         |
| Verdichtungsverhältnis | 11,5 : 1                                                                                 | 11,5 : 1                                                                                 | 11,2 : 1                                                                             | 11,2 : 1                                                                             | 11,2 : 1                                                                             | 11,2 : 1                                                                             |
| Schmierung             | Nasssumpfschmierung                                                                      | Nasssumpfschmierung                                                                      | Nasssumpfschmierung                                                                  | Nasssumpfschmierung                                                                  | Nasssumpfschmierung                                                                  | Nasssumpfschmierung                                                                  |
| Gemischbildung         | Mikuni-Gleichdruckvergaser                                                               | Benzineinspritzung                                                                       | Benzineinspritzung                                                                   | Benzineinspritzung                                                                   | Benzineinspritzung                                                                   | Benzineinspritzung                                                                   |
| Nennleistung           | 52 kW (70,7 PS) bei 9.000/min                                                            | 53 kW (72,1 PS) bei 9.000/min                                                            | 56 kW (76,1 PS) bei 8.500/min                                                        | 56 kW (76,1 PS) bei 8.500/min                                                        | 56 kW (76,1 PS) bei 8.500/min                                                        | 54 kW (73,4 PS) bei 8.500/min                                                        |
| Drehmoment             | 62 Nm bei 7.500/min                                                                      | 65 Nm bei 7.000/min                                                                      | 64 Nm bei 8.100/min                                                                  | 64 Nm bei 8.100/min                                                                  | 64 Nm bei 8.100/min                                                                  | 64 Nm bei 6.800/min                                                                  |
| Höchstgeschwindigkeit  | –                                                                                        | 211 km/h                                                                                 | >200 km/h                                                                            | >200 km/h                                                                            | >200 km/h                                                                            | >180 km/h                                                                            |
| Beschleunigung         | 0–100 km/h in 3,6 s                                                                      | 0–100 km/h in 3,5 s                                                                      | –                                                                                    | –                                                                                    | –                                                                                    | –                                                                                    |
| Getriebe               | Sechsganggetriebe, Fußschaltung                                                          | Sechsganggetriebe, Fußschaltung                                                          | Sechsganggetriebe, Fußschaltung                                                      | Sechsganggetriebe, Fußschaltung                                                      | Sechsganggetriebe, Fußschaltung                                                      | Sechsganggetriebe, Fußschaltung                                                      |
| Kupplung               | mechanisch betätigte Mehrscheiben-Ölbadkupplung                                          | mechanisch betätigte Mehrscheiben-Ölbadkupplung                                          | mechanisch betätigte Mehrscheiben-Ölbadkupplung                                      | mechanisch betätigte Mehrscheiben-Ölbadkupplung                                      | mechanisch betätigte Mehrscheiben-Ölbadkupplung                                      | mechanisch betätigte Mehrscheiben-Ölbadkupplung                                      |
| Kraftübertragung       | O-Ring-Kette                                                                             | O-Ring-Kette                                                                             | O-Ring-Kette                                                                         | O-Ring-Kette                                                                         | O-Ring-Kette                                                                         | O-Ring-Kette                                                                         |
| Rahmen                 | Gitterrohrrahmen aus Aluprofilen, geschraubtes Rahmenheck, Motor mittragend              | Hochvakuum-Druckguss-Aluminiumbrückenrahmen, geschraubtes Rahmenheck, Motor mittragend   | Gitterrohrrahmen aus Stahl                                                           | Gitterrohrrahmen aus Stahl                                                           | Gitterrohrrahmen aus Stahl                                                           | Gitterrohrrahmen aus Stahl                                                           |
| Radaufhängung vorn     | Teleskopgabel, Standrohrdurchmesser 41 mm                                                | Teleskopgabel, Standrohrdurchmesser 41 mm                                                | Teleskopgabel, Standrohrdurchmesser 41 mm                                            | Teleskopgabel, Standrohrdurchmesser 41 mm                                            | Teleskopgabel, Standrohrdurchmesser 41 mm                                            | Teleskopgabel, Standrohrdurchmesser 41 mm                                            |
| Radaufhängung hinten   | Zweiarmschwinge aus Aluguss, Zentralfederbein mit Hebelsystem, verstellbare Federbasis   | Zweiarmschwinge aus Aluguss, Zentralfederbein mit Hebelsystem, verstellbare Federbasis   | Zweiarmschwinge aus Stahl, Zentralfederbein mit Hebelsystem, verstellbare Federbasis | Zweiarmschwinge aus Stahl, Zentralfederbein mit Hebelsystem, verstellbare Federbasis | Zweiarmschwinge aus Stahl, Zentralfederbein mit Hebelsystem, verstellbare Federbasis | Zweiarmschwinge aus Stahl, Zentralfederbein mit Hebelsystem, verstellbare Federbasis |
| Felgengröße vorn       | Leichtmetallgussrad 3.50 × 17″                                                           | Leichtmetallgussrad 3.50 × 17″                                                           | Leichtmetallgussrad 3.50 × 17″                                                       | Leichtmetallgussrad 3.50 × 17″                                                       | Leichtmetallgussrad 3.50 × 17″                                                       | Leichtmetallgussrad 3.50 × 17″                                                       |
| Felgengröße hinten     | Leichtmetallgussrad 4.50 × 17″                                                           | Leichtmetallgussrad 4.50 × 17″                                                           | Leichtmetallgussrad 5.00 × 17″                                                       | Leichtmetallgussrad 5.00 × 17″                                                       | Leichtmetallgussrad 5.00 × 17″                                                       | Leichtmetallgussrad 5.00 × 17″                                                       |
| Bereifung vorn         | 120/60 ZR 17                                                                             | 120/60 ZR 17                                                                             | 120/70 ZR 17                                                                         | 120/70 ZR 17                                                                         | 120/70 ZR 17                                                                         | 120/70 ZR 17                                                                         |
| Bereifung hinten       | 160/60 ZR 17                                                                             | 160/60 ZR 17                                                                             | 160/60 ZR 17                                                                         | 160/60 ZR 17                                                                         | 160/60 ZR 17                                                                         | 160/60 ZR 17                                                                         |
| Bremse vorn            | Zweischeibenbremse vorn, Doppelkolbensattel, schwimmend gelagerte Bremsscheiben ø 290 mm | Zweischeibenbremse vorn, Doppelkolbensattel, schwimmend gelagerte Bremsscheiben ø 290 mm | Doppelscheibenbremse vorn ø 290 mm, Zweikolben-Schwimmsattel                         | Doppelscheibenbremse vorn ø 290 mm, Zweikolben-Schwimmsattel                         | Doppelscheibenbremse vorn ø 290 mm, Vierkolben-Festsattel                            | Doppelscheibenbremse vorn ø 290 mm, Vierkolben-Festsattel                            |
| Bremse hinten          | Einscheibenbremse ø 240 mm, Einkolbensattel                                              | Einscheibenbremse ø 220 mm, Einkolbensattel                                              | Einscheibenbremse ø 240 mm, Einkolben-Schwimmsattel                                  | Einscheibenbremse ø 240 mm, Einkolben-Schwimmsattel                                  | Einscheibenbremse ø 240 mm, Einkolben-Schwimmsattel                                  | Einscheibenbremse ø 240 mm, Einkolben-Schwimmsattel                                  |
| Kraftstoff             | Superbenzin, ≥91 ROZ                                                                     | Superbenzin, ≥91 ROZ                                                                     | Superbenzin, ≥91 ROZ                                                                 | Superbenzin, ≥91 ROZ                                                                 | Superbenzin, ≥91 ROZ                                                                 | Superbenzin, ≥91 ROZ                                                                 |
| Tankinhalt             | 16 Liter                                                                                 | 17 Liter                                                                                 | 13,8 Liter                                                                           | 14,5 Liter                                                                           | 14,5 Liter                                                                           | 14,5 Liter                                                                           |
| Verbrauch              | 4,7 Liter/100 km                                                                         | 5,6 Liter/100 km                                                                         | 3,8 Liter/100 km                                                                     | 4,0 Liter/100 km                                                                     | 4,0 Liter/100 km                                                                     | 4,1 Liter/100 km                                                                     |
| Länge × Breite         | 2045 × 760 mm                                                                            | 2045 × 790 mm                                                                            | 2140 × 760 mm                                                                        | 2140 × 760 mm                                                                        | 2140 × 760 mm                                                                        | 2140 × 760 mm                                                                        |
| Sitzhöhe               | 800 mm                                                                                   | 800 mm                                                                                   | 785 mm                                                                               | 785 mm                                                                               | 785 mm                                                                               | 785 mm                                                                               |
| Radstand               | 1430 mm                                                                                  | 1440 mm                                                                                  | 1445 mm                                                                              | 1445 mm                                                                              | 1445 mm                                                                              | 1445 mm                                                                              |
| Lenkkopfwinkel         | 65°                                                                                      | 65°                                                                                      | 65°                                                                                  | 65°                                                                                  | 65°                                                                                  | 65°                                                                                  |
| Nachlauf               | 100 mm                                                                                   | 102 mm                                                                                   | 106 mm                                                                               | 106 mm                                                                               | 106 mm                                                                               | 106 mm                                                                               |
| Leergewicht            | 189 kg                                                                                   | 182 kg                                                                                   | 197 kg                                                                               | 198 kg                                                                               | 198 kg                                                                               | 200 kg                                                                               |
| max. Zuladung          | 211 kg                                                                                   | 204 kg                                                                                   | 223 kg                                                                               | 222 kg                                                                               | 222 kg                                                                               | 220 kg                                                                               |